# 20043 Елленмакартур
20043 Елленмакартур (20043 Ellenmacarthur) — астероїд головного поясу, відкритий 2 березня 1993 року.
Тіссеранів параметр щодо Юпітера — 3,809.